# Lijst van gemeenten in Rize
Onderstaande lijst bevat alle gemeenten (2000) in de Turkse provincie Rize.
| District    | Gemeente    |
| ----------- | ----------- |
| Ardeşen     | Ardeşen     |
| Ardeşen     | Tunca       |
| Çamlıhemşin | Çamlıhemşin |
| Çayeli      | Büyükköy    |
| Çayeli      | Çayeli      |
| Çayeli      | Madenli     |
| Derepazarı  | Derepazarı  |
| Fındıklı    | Fındıklı    |
| Güneysu     | Güneysu     |
| Hemşin      | Hemşin      |
| İkizdere    | Güneyce     |
| İkizdere    | İkizdere    |
| İyidere     | İyidere     |
| Kalkandere  | Kalkandere  |
| Kalkandere  | Yolbaşı     |
| Pazar       | Pazar       |
| Rize        | Çaykent     |
| Rize        | Gündoğdu    |
| Rize        | Kendirli    |
| Rize        | Muradiye    |
| Rize        | Rize        |